# Ван Хорн, Уэлби
Сидней Уэлби ван Хорн (англ. Sidney Welby Van Horn; 8 сентября 1920, Лос-Анджелес — 17 сентября 2014, Уэст-Палм-Бич, Флорида) — американский теннисист (профессионал с 1942 года) и теннисный тренер. Вице-чемпион США среди любителей 1939 и чемпион США среди профессионалов (1945 год — в одиночном и 1950 год — в парном разряде), член Зала славы Ассоциации профессионального тенниса США с 2008 года.

## Биография
Уэлби ван Хорн родился в Лос-Анджелесе в семье рабочего пищевой промышленности. Его отец работал на расфасовке мяса, и после его ранней смерти Уэлби некоторое время трудился на той же фабрике и на том же рабочем месте, помогая матери и сестре.
С 1942 года ван Хорн начал работать теннисным инструктором, что автоматически перевело его в разряд теннисистов-профессионалов, на будущее закрыв для него двери турниров Большого шлема. Ван Хорн, в частности возглавлявший собственную теннисную академию в Бока-Ратоне, разработал собственную систему обучения для начинающих теннисистов, включающую четыре последовательных этапа — баланс, хватку, удар и стратегию. Среди его учеников были будущий член Международного зала теннисной славы Чарли Пасарелл и победитель Открытого чемпионата Франции 1980 года в парном разряде Виктор Амайя, которых ван Хорн тренировал у них на родине, в Пуэрто-Рико, куда перебрался в 1951 году. Позже он стал автором популярного учебника теннисной игры «Секреты теннисного мастера». Экс-чемпион США и Уимблдонского турнира, а впоследствии главный организатор профессиональных теннисных турне Джек Креймер писал: «Уэлби был прекрасным игроком мирового класса. Но как бы он ни был хорош как игрок, он стал ещё лучшим тренером». Другой знаменитый теннисист, Артур Эш, писал, что если бы ему нужно было послать своих детей учиться теннису к кому-то ещё, он бы послал их к ван Хорну, как обладателю самой лучшей репутации.
Имя Уэлби ван Хорна было включено в списки Зала славы Ассоциации профессионального тенниса США в 2008 году. Он умер в 2014 году в возрасте 94 лет в Уэст-Палм-Бич (Флорида).

## Игровая карьера
Уэлби ван Хорн начал играть в теннис в Лос-Анджелесе на цементных публичных кортах. В детстве его теннисным кумиром был многократный чемпион США Билл Тилден. Сам Уэлби впервые сыграл на национальном первенстве США в 1938 году, а уже на следующий год, в 19 лет, преподнёс сенсацию, поочерёдно победив трёх посеянных соперников — Элвуда Кука, Уэйна Сабина и Джона Бромвича — и встретившись в финале с Бобби Риггсом. Финальный матч ван Хорн начал с двух подач навылет, но в дальнейшем Риггс, непрерывно менявший манеру игры и не позволявший сопернику использовать в полной мере его мощный удар открытой ракеткой, заставил его часто ошибаться и выиграл в трёх сетах — 6-4, 6-2, 6-4. По итогам сезона в традиционном рейтинге лучших теннисистов-любителей, составляемой экспертами газеты Daily Telegraph, Уэлби занял девятую позицию.
Вскоре после этого началась Вторая мировая война, положившая конец любительским теннисным соревнованиям, и уже в 1942 году ван Хорн перешёл в разряд профессионалов, став теннисным инструктором. Демонстрируя высокую скорость и сильный удар открытой ракеткой, но не обладая хорошим бэкхендом, он вскоре занял одно из ведущих мест среди американских профессиональных теннисистов, хотя и не самое высокое. Уже в его дебютный сезон по результатам профессиональных турниров и групповых турне историк тенниса Рэй Бауэрс ставит ван Хорна на седьмое место в списке сильнейших мировых профессионалов, а его пару c Уэйном Сабином, выигравшую за год три турнира — на второе место среди пар, оценивая выше только результаты пары Бобби Риггс-Дон Бадж.
В 1943 и 1944 годах ван Хорн продолжал выступать в роли «крепкого середняка», добираясь до высоких этапов на второстепенных профессиональных турнирах и периодически побеждая в парах, но не представляя реальной угрозы для лидеров американского профессионального тенниса. В 1945 году, однако, на профессиональном чемпионате США в Нью-Йорке, где, как указывает Бауэрс, подобрался в этот год довольно слабый состав, ван Хорн стал чемпионом, не отдав соперникам за пять матчей ни одного сета. Среди прочих он в полуфинале обыграл и своего бывшего кумира Тилдена с разгромным счётом 6-0, 6-2, 6-1. Тем не менее, несмотря на эту победу, Бауэрс ставит ван Хорна по итогам периода с 1943 по 1945 год только на четвёртое место в списке лучших профессионалов мира — за Риггсом, Баджем и Фрэнком Коваксом.
В 1947 году ван Хорн добрался на профессиональном чемпионате США до полуфинала, проиграв Баджу в четырёх сетах, а в 1950 году стал победителем этого турнира в паре с Коваксом, обыграв в финале Панчо Сегуру и Фрэнка Паркера со счётом 1-6, 6-4, 6-4. Позже в том же году он играл в финале турниров в Канаде и Лондоне в одиночном разряде, но уже в 1951 году завершил игровую карьеру, посвятив себя полностью тренерской работе.

## Финалы центральных турниров в одиночном разряде

### Большой шлем
| Результат | Год  | Турнир        | Соперник в финале | Счёт в финале |
| --------- | ---- | ------------- | ----------------- | ------------- |
| Поражение | 1939 | Чемпионат США | Бобби Риггс       | 4-6, 2-6, 4-6 |

### Профессиональный Большой шлем
| Результат | Год  | Турнир           | Соперник в финале | Счёт в финале |
| --------- | ---- | ---------------- | ----------------- | ------------- |
| Победа    | 1945 | Чемпионат США    | Джон Ногреди      | 6-4, 6-2, 6-2 |
| Поражение | 1950 | Чемпионат Уэмбли | Панчо Гонсалес    | 3-6, 3-6, 2-6 |